# Illice texensis
Illice texensis är en fjärilsart som beskrevs av Max Wilhelm Karl Draudt 1918. Illice texensis ingår i släktet Illice och familjen björnspinnare. Inga underarter finns listade i Catalogue of Life.